# Nikolai Baden Frederiksen
Nikolai Baden Frederiksen, född 18 maj 2000 i Odense, är en dansk fotbollsspelare som spelar för Lyngby BK. Han har ett förflutet i italienska Juventus akademi och har gjort flera landskamper för de danska ungdomslandslagen.